# Dominique Chartrand
Pour les articles homonymes, voir Chartrand.
Dominique Chartrand est un ingénieur du son québécois, né à Longueuil au Québec en 1954. Depuis 1974, il a collaboré à une cinquantaine de films et documentaires. Il est le fils du syndicaliste et homme politique québécois Michel Chartrand et de la militante Simonne Monet-Chartrand.

## Filmographie
- 1982 : Elia Kazan Outsider
- 1985 : O Picasso
- 1988 : L'amour... à quel prix
- 1992 : L'automne sauvage
- 1994 : The Gods of Our Fathers
- 1997 : Matusalem II : le dernier des Beauchesne
- 1998 : La Comtesse de Bâton Rouge
- 2003 : Nez rouge
- 2005 : Maman Last Call
- 2006 : Bon Cop, Bad Cop
- 2008 : Truffe
- 2009 : Un cargo pour l'Afrique
- 2019 : Cimes